# Provincia de Taiwán
La provincia de Taiwán (chino tradicional: 臺灣省 o 台灣省; pinyin: Táiwān Shěng) es una de las dos divisiones administrativas nombradas como provincia de la República de China y es gobernada de manera autónoma. La provincia cubre el 69% del territorio de la República de China. Geográficamente cubre casi la totalidad de la isla de Taiwán, e incluye las islas Pescadores, Lüdao y Lanyu.
No se incluyen las islas de Kinmen y Matsu, que forman parte de la provincia de Fujian, y las municipalidades administradas centralmente de Taipéi y Kaohsiung, que se ubican geográficamente en la isla de Taiwán. Desde 1998, el Gobierno Provincial de Taiwán ha sido simplificado, siendo transferida muchas de sus funciones al Yuan Ejecutivo.
La República Popular China ubicada en la China continental se proclama a sí mismo como el Estado sucesor de la República de China, y reclama que legítimamente ya no existe. El reclamo incluye la soberanía en toda China y por ende la isla de Taiwán es parte de él. La República de China discrepa esa posición, argumentando que aún existe y que la República Popular no está ejerciendo su soberanía.

## Historia
A pesar de que Taiwán fue anexado a la dinastía Qing en 1683, no fue hasta 1887 cuando se creó la provincia de Taiwán, separándose de la provincia de Fujian, sin embargo, fue abolido en 1895 luego de la cesión de la isla al Imperio de Japón. Luego de la rendición de Japón en 1945, la República de China recupera el control de Taiwán, empero, no la designa como provincia y queda bajo ocupación militar de Chen Yi. En mayo de 1947 la gobernación general fue abolida y se estableció el Gobierno Provincial de Taiwán.
Cuando el gobierno de la República de China se mudó a Taipéi en 1949 luego de la derrota del Kuomintang en la guerra civil china, el gobierno provincial se mantuvo justificando que el traslado del gobierno nacional a Taiwán era una medida temporal y que se revertiría en caso tal de que los nacionalistas recuperasen la zona continental. 
En 1956 la sede del gobierno provincial fue trasladado de Taipéi a Nuevo Pueblo de Zhongxing (en Nantou). En 1967 y 1979 respectivamente, las ciudades de Taipéi y Kaohsiung fueron segregados de la provincia y se convirtieron en municipalidades administradas centralmente. 
Hasta 1992 el puesto de gobernador fue asignado por el gobierno central. En 1992 el puesto fue sometido a la elección popular, sin embargo, en 1997 como resultado de un acuerdo entre el Kuomintang y el Partido Democrático Progresista, la administración de la provincia fue simplificada, eliminando el cargo de gobernador y la asamblea provincial siendo reemplazados por un concejo especial de nueve miembros, nombrados por el Presidente de la República de China, y el Yuan Ejecutivo asumió varias tareas administrativas. En 1998 se hicieron otros cambios, reduciendo el cargo del Presidente del Gobierno Provincial de Taiwán a una posición menor.

## División política
La provincia de Taiwán se divide en 11 condados (縣; xiàn)      y 3 ciudades provinciales (市; shì)     :
| Mapa | N.º                                   | Nombre              | Nombre | Mandarín (Pinyin) | Taiwanés (Pe̍h-ōe-jī) | Hakka (Pha̍k-fa-sṳ) |
| --- | ------------------------------------- | ------------------- | ------ | ----------------- | -------------------- | ------------------ |
| Divisiones administrativas desde 2014 Taipéi Nueva Taipéi Keelung Taoyuan Hsinchu (condado) Hsinchu Miaoli Taichung Changhua Penghu Nantou Yunlin Chiayi (condado) Chiayi Tainan Kaohsiung Pingtung Yilan Hualien Taitung Provincia de Taiwán Kinmen Lienchiang (Matsu) Provincia de Fujian | 1                                     | Condado de Changhua | 彰化縣 | Zhānghuà xiàn     | Chiong-hoà koān      | Chông-fa yen       |
| Divisiones administrativas desde 2014 Taipéi Nueva Taipéi Keelung Taoyuan Hsinchu (condado) Hsinchu Miaoli Taichung Changhua Penghu Nantou Yunlin Chiayi (condado) Chiayi Tainan Kaohsiung Pingtung Yilan Hualien Taitung Provincia de Taiwán Kinmen Lienchiang (Matsu) Provincia de Fujian | 2                                     | Chiayi              | 嘉義市 | Jiāyì shì         | Ka-gī chhī           | Kâ-ngi sṳ          |
| Divisiones administrativas desde 2014 Taipéi Nueva Taipéi Keelung Taoyuan Hsinchu (condado) Hsinchu Miaoli Taichung Changhua Penghu Nantou Yunlin Chiayi (condado) Chiayi Tainan Kaohsiung Pingtung Yilan Hualien Taitung Provincia de Taiwán Kinmen Lienchiang (Matsu) Provincia de Fujian | 3                                     | Condado de Chiayi   | 嘉義縣 | Jiāyì xiàn        | Ka-gī koān           | Kâ-ngi yen         |
| Divisiones administrativas desde 2014 Taipéi Nueva Taipéi Keelung Taoyuan Hsinchu (condado) Hsinchu Miaoli Taichung Changhua Penghu Nantou Yunlin Chiayi (condado) Chiayi Tainan Kaohsiung Pingtung Yilan Hualien Taitung Provincia de Taiwán Kinmen Lienchiang (Matsu) Provincia de Fujian | 4                                     | Hsinchu             | 新竹市 | Xīnzhú shì        | Sin-tek chhī         | Sîn-tsuk sṳ        |
| Divisiones administrativas desde 2014 Taipéi Nueva Taipéi Keelung Taoyuan Hsinchu (condado) Hsinchu Miaoli Taichung Changhua Penghu Nantou Yunlin Chiayi (condado) Chiayi Tainan Kaohsiung Pingtung Yilan Hualien Taitung Provincia de Taiwán Kinmen Lienchiang (Matsu) Provincia de Fujian | 5                                     | Condado de Hsinchu  | 新竹縣 | Xīnzhú xiàn       | Sin-tek koān         | Sîn-tsuk yen       |
| Divisiones administrativas desde 2014 Taipéi Nueva Taipéi Keelung Taoyuan Hsinchu (condado) Hsinchu Miaoli Taichung Changhua Penghu Nantou Yunlin Chiayi (condado) Chiayi Tainan Kaohsiung Pingtung Yilan Hualien Taitung Provincia de Taiwán Kinmen Lienchiang (Matsu) Provincia de Fujian | 6                                     | Condado de Hualien  | 花蓮縣 | Huālián xiàn      | Hoa-liân koān        | Fâ-lièn yen        |
| Divisiones administrativas desde 2014 Taipéi Nueva Taipéi Keelung Taoyuan Hsinchu (condado) Hsinchu Miaoli Taichung Changhua Penghu Nantou Yunlin Chiayi (condado) Chiayi Tainan Kaohsiung Pingtung Yilan Hualien Taitung Provincia de Taiwán Kinmen Lienchiang (Matsu) Provincia de Fujian | 7                                     | Keelung             | 基隆市 | Jīlóng shì        | Ke-lâng chhī         | Kî-lùng sṳ         |
| Divisiones administrativas desde 2014 Taipéi Nueva Taipéi Keelung Taoyuan Hsinchu (condado) Hsinchu Miaoli Taichung Changhua Penghu Nantou Yunlin Chiayi (condado) Chiayi Tainan Kaohsiung Pingtung Yilan Hualien Taitung Provincia de Taiwán Kinmen Lienchiang (Matsu) Provincia de Fujian | 8                                     | Condado de Miaoli   | 苗栗縣 | Miáolì xiàn       | Biâu-le̍k koān        | Mèu-li̍t yen        |
| Divisiones administrativas desde 2014 Taipéi Nueva Taipéi Keelung Taoyuan Hsinchu (condado) Hsinchu Miaoli Taichung Changhua Penghu Nantou Yunlin Chiayi (condado) Chiayi Tainan Kaohsiung Pingtung Yilan Hualien Taitung Provincia de Taiwán Kinmen Lienchiang (Matsu) Provincia de Fujian | 9                                     | Condado de Nantou   | 南投縣 | Nántóu xiàn       | Lâm-tâu koān         | Nàm-thèu yen       |
| Divisiones administrativas desde 2014 Taipéi Nueva Taipéi Keelung Taoyuan Hsinchu (condado) Hsinchu Miaoli Taichung Changhua Penghu Nantou Yunlin Chiayi (condado) Chiayi Tainan Kaohsiung Pingtung Yilan Hualien Taitung Provincia de Taiwán Kinmen Lienchiang (Matsu) Provincia de Fujian | 10                                    | Condado de Penghu   | 澎湖縣 | Pénghú xiàn       | Phêⁿ-ô͘ koān          | Phàng-fù yen       |
| Divisiones administrativas desde 2014 Taipéi Nueva Taipéi Keelung Taoyuan Hsinchu (condado) Hsinchu Miaoli Taichung Changhua Penghu Nantou Yunlin Chiayi (condado) Chiayi Tainan Kaohsiung Pingtung Yilan Hualien Taitung Provincia de Taiwán Kinmen Lienchiang (Matsu) Provincia de Fujian | 11                                    | Condado de Pingtung | 屏東縣 | Píngdōng xiàn     | Pîn-tong koān        | Phìn-tûng yen      |
| Divisiones administrativas desde 2014 Taipéi Nueva Taipéi Keelung Taoyuan Hsinchu (condado) Hsinchu Miaoli Taichung Changhua Penghu Nantou Yunlin Chiayi (condado) Chiayi Tainan Kaohsiung Pingtung Yilan Hualien Taitung Provincia de Taiwán Kinmen Lienchiang (Matsu) Provincia de Fujian | 12                                    | Condado de Taitung  | 臺東縣 | Táidōng xiàn      | Tâi-tang koān        | Thòi-tûng yen      |
| Divisiones administrativas desde 2014 Taipéi Nueva Taipéi Keelung Taoyuan Hsinchu (condado) Hsinchu Miaoli Taichung Changhua Penghu Nantou Yunlin Chiayi (condado) Chiayi Tainan Kaohsiung Pingtung Yilan Hualien Taitung Provincia de Taiwán Kinmen Lienchiang (Matsu) Provincia de Fujian | 13                                    | Condado de Yilan    | 宜蘭縣 | Yílán xiàn        | Gî-lân koān          | Ngì-làn yen        |
| Divisiones administrativas desde 2014 Taipéi Nueva Taipéi Keelung Taoyuan Hsinchu (condado) Hsinchu Miaoli Taichung Changhua Penghu Nantou Yunlin Chiayi (condado) Chiayi Tainan Kaohsiung Pingtung Yilan Hualien Taitung Provincia de Taiwán Kinmen Lienchiang (Matsu) Provincia de Fujian | 14                                    | Condado de Yunlin   | 雲林縣 | Yúnlín xiàn       | Hûn-lîm koān         | Yùn-lìm yen        |
| Divisiones administrativas desde 2014 Taipéi Nueva Taipéi Keelung Taoyuan Hsinchu (condado) Hsinchu Miaoli Taichung Changhua Penghu Nantou Yunlin Chiayi (condado) Chiayi Tainan Kaohsiung Pingtung Yilan Hualien Taitung Provincia de Taiwán Kinmen Lienchiang (Matsu) Provincia de Fujian | Divisiones administrativas desde 2014 |                     |        |                   |                      |                    |
| Taipéi Nueva Taipéi Keelung Taoyuan Hsinchu (condado) Hsinchu Miaoli Taichung Changhua Penghu Nantou Yunlin Chiayi (condado) Chiayi Tainan Kaohsiung Pingtung Yilan Hualien Taitung Provincia de Taiwán Kinmen Lienchiang (Matsu) Provincia de Fujian                                       |                                       |                     |        |                   |                      |                    |

Nota: Las ciudades de Kaohsiung, Nueva Taipéi, Taichung, Tainan, Taipéi y Taoyuan son administradas directamente por el gobierno central y no son parte de la provincia de Taiwán. Las islas Senkaku, que actualmente son administradas por Japón, son disputadas tanto por la República de China como por la República Popular China, que las reclaman como las islas Tiaoyutai/Diaoyutai. El gobierno de la República de China los reclama como parte del municipio de Toucheng, condado de Yilan.

## Reclamo de la República Popular China
La República Popular China reclama toda la isla de Taiwán y sus islas vecinas como parte de la Provincia de Taiwán. Reclama que Taiwán es parte de China y que la República Popular China sucedió a la República de China como la única autoridad legítima en toda la China desde 1949, y que por lo tanto Taiwán es parte de la República Popular China.
La República Popular China no reconoce ningún cambio administrativo realizado después de 1949 por la República de China. Por lo tanto, los nombramientos de Taipéi y Kaohsiung como ciudades con nivel provincial no son reconocidos por la República Popular China, y ambas ciudades aparecen como parte de la provincia de Taiwán en los mapas y publicaciones realizadas por la República Popular China. También mantiene a Taipéi como capital de la provincia de Taiwán, en vez de Jhongsing. Esta situación es similar a la práctica de la República de China con sus mapas en donde aparece con las regiones y fronteras en la región continental tales como eran en 1949.
Dentro de la República Popular China, la provincia de Taiwán es representado por trece delegados en el Congreso Nacional del Pueblo. Estos delegados son descendientes de la etnia hokkien y holo que estuvieron en Taiwán en algún momento, pero que no son residentes actuales en la provincia.